# Quercus agrifolia
Quercus agrifolia, la encina de California o encino de la costa, es un roble perennifolio, muy variable y siempre verde, nativo en el reino floral de California. Crece en el poniente de la Sierra Nevada del condado de Mendocino, California, Estados Unidos a Baja California, México. Está clasificado en la sección roble rojo (Quercus sec. Lobatae). Esta especie es comúnmente simpátrica con el encino de las barrancas y por ello es difícil distinguir las dos especies por sus hojas espinosas, que poseen una similitud superficial.

## Descripción

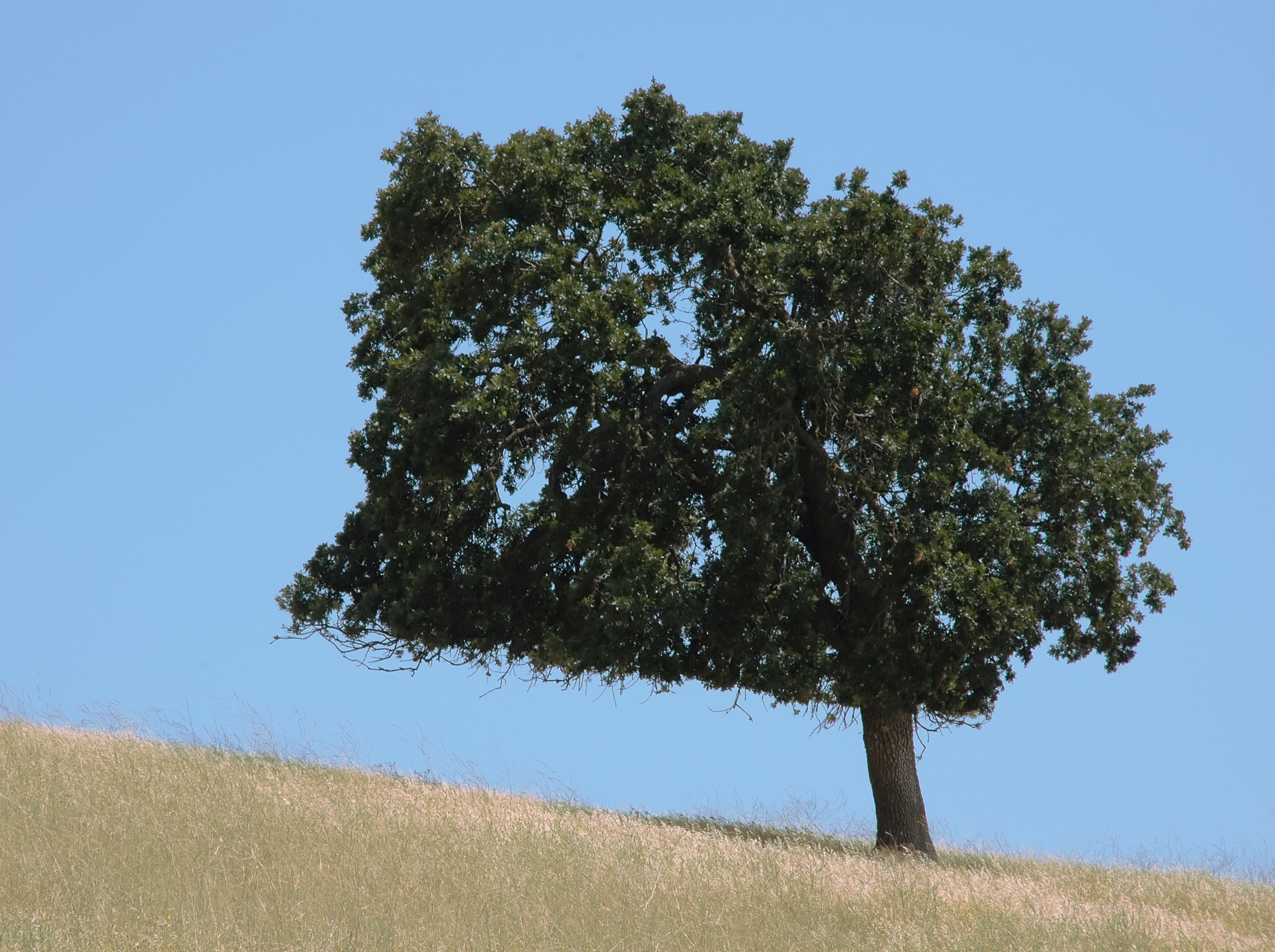
Q. agrifolia en Walnut Creek, California

Típicamente tiene un tronco con muchas ramas y en su madurez alcanza una altura de 10 a 25 metros. Algunos ejemplares pueden llegar a la edad de más de 250 años, con troncos de hasta tres y cuatro metros de diámetro, como los maravillosos ejemplares de la finca Filoli en el condado de San Mateo, California. El tronco, particularmente en individuos mayores, puede ser muy retorcido, masivo y nudoso. La corona es ampliamente redondeada y densa, especialmente cuando tiene entre 20 y 70 años; más tarde en su vida, el tronco y ramas son más bien definidos y el follaje menos tupido.
La hoja es verde oscura, ovalada, frecuentemente de forma convexa, de 2 a 7 cm de larga y 1 a 4 cm de anchura; el borde de la hoja es espinoso, con fibras filosas que se extienden desde las venas laterales. Las capas exteriores de las hojas están diseñadas para una absorción máxima del Sol, conteniendo dos o tres capas de células fotosintéticas. Estas hojas exteriores son de pequeño tamaño para re-radiar el calor ganado de la captura solar. Las hojas más oscuras generalmente son más anchas y delgadas, y tienen solamente una capa de células fotosintéticas. La forma convexa puede ser útil para las hojas interiores las cuales dependen de la captura de luz reflejada y dispersa que pasa por las hojas exteriores.

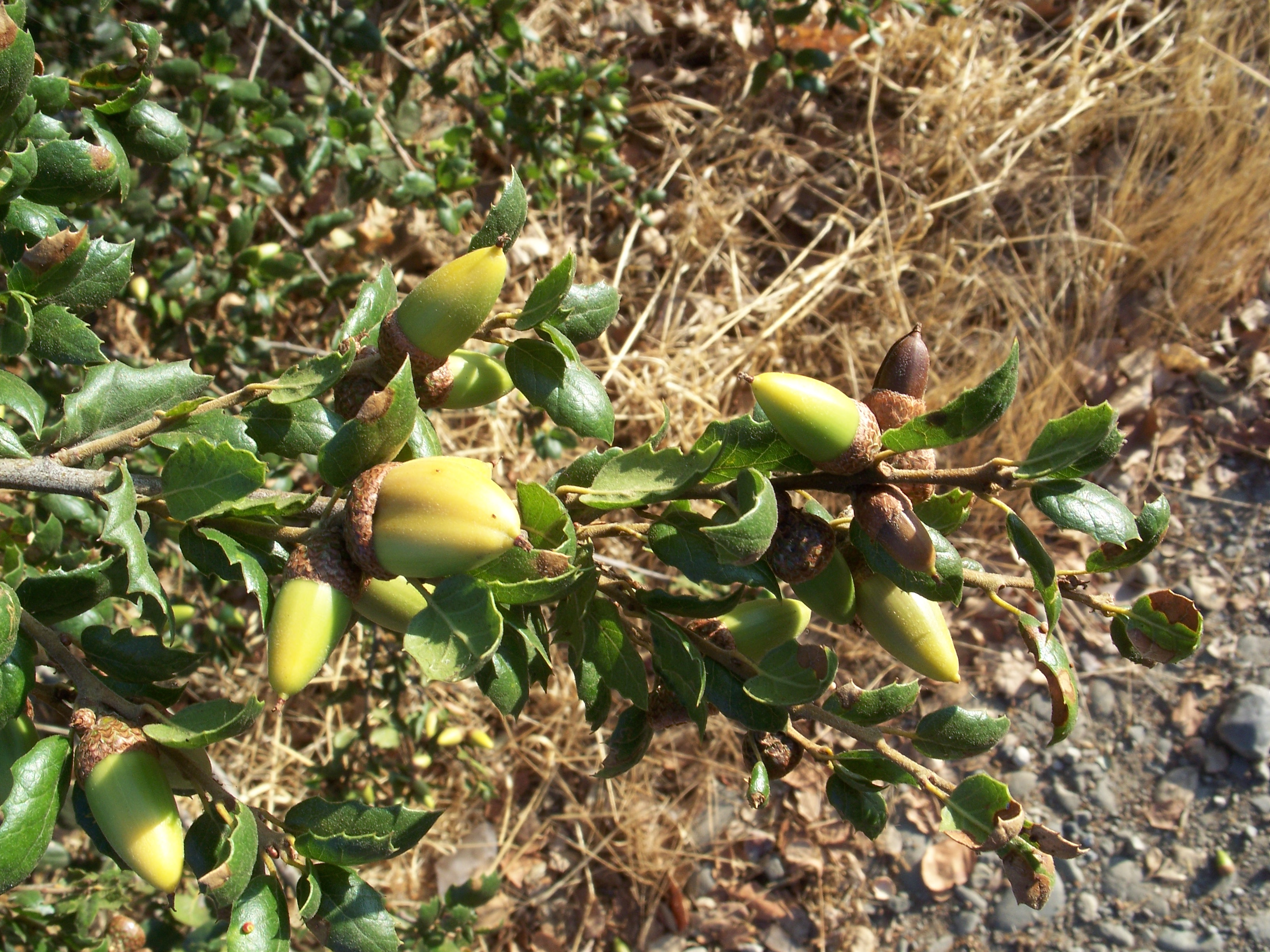
Bellotas y hojas

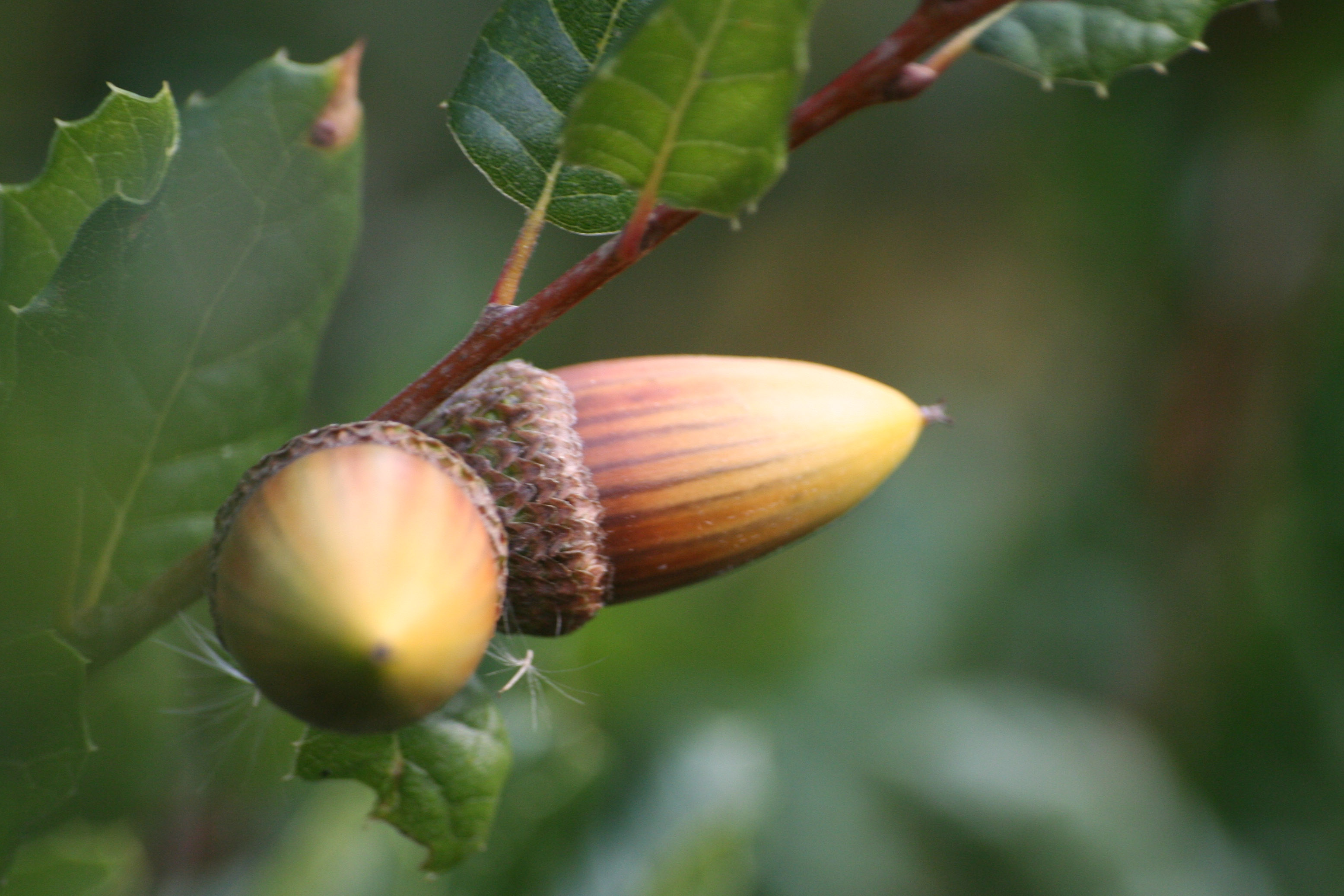
Frutos

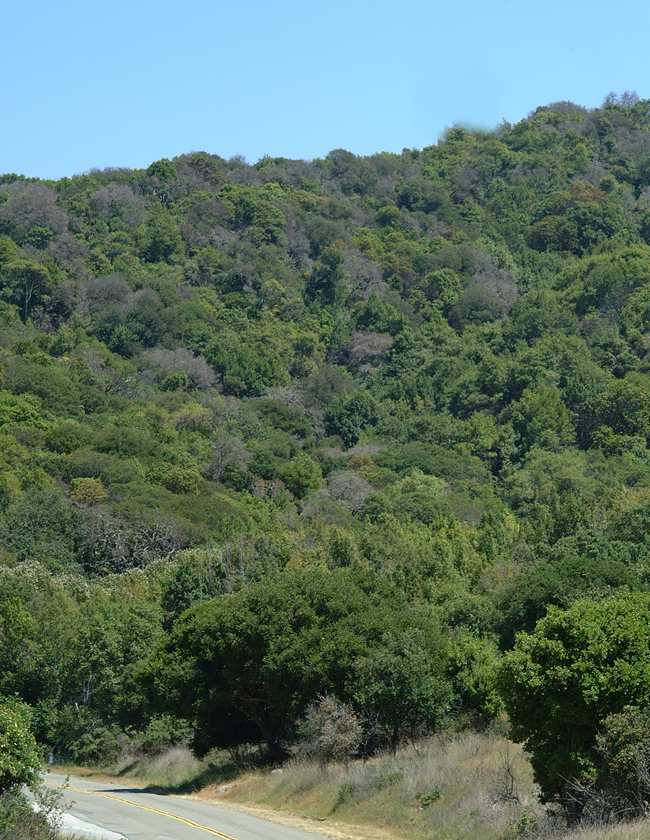
Vista del árbol en su hábitat

Las flores son producidas entre inicios y mediados de primavera; la flor masculina es un amento penduloso 5 a 10 cm de larga; la flor femenina es discreta, con menos de 0,5 cm de llongitud y con 1 a 3 flores racimadas. El fruto es una bellota delgada de color rojo café de 2 a 3,5 cm de longitud y 1 a 1,5 cm de anchura, con la base rodeada en una cascarilla; las bellotas maduran en 7 u 8 meses después de la polinización, algo fuera de lo normal, ya que la mayoría de las bellotas de los robles rojos tardan 18 meses en madurar.
Se han documentado varios híbridos entre Quercus agrifolia y otras especies de robles rojos. Híbridos con Quercus wislizenii están reconocidos en muchas áreas del norte de California. Quercus agrifolia también híbrida con Quercus dumosa y Quercus parvula var. shrevii. Todas estas especies de robles muestran evidencias de introgresión.
Hay dos variedades de Quercus agrifolia:
- Quercus agrifolia var. agrifolia. Por todo el rango de la especie. Las hojas pueden ser lampiñas a ligeramente velludas en la parte inferior, especialmente cerca de los ejes de las venas. Híbridos con Q. kelloggii, Q. parvula var. shevei, y Q. wislizenii están reconocidos.
- Quercus agrifolia var. oxyadenia. Suroeste de California (área de San Diego), Baja California. Las hojas son tomentosas en la parte inferior, con fibras densamente enruedadas. Prefiere tierras graníticas; híbridos con Q. kelloggii están reconocidos.

## Hábitat y ecología
Quercus agrifolia es el único roble nativo de California que en realidad crece con fuerza en un ambiente costero, aunque es raro en la costa inmediata; disfruta el clima del invierno no muy frío y verano cerca del océano, y tolera un poco el aire húmedo de agua marina. La neblina costera suministra protección contra el calor seco de California.
Es un árbol dominante sobre su hábitat forestal, frecuentemente está entre los árboles Umbellularia californica y Aesculus californica en el norte de Big Sur, California. Entre los arbustos asociados se incluyen heteromeles, varias manzanitas, y la hiedra venenosa occidental.
Normalmente el árbol se encuentra en tierras bien drenadas de los cerros y mesas costeros, frecuentemente cerca de arroyos anuales o permanentes. Es posible que se encuentre en varias comunidades naturales incluyendo los bosques de Q. agrifolia, Q. engelmannii, y Q. lobata y los bosques perennifolios del norte y sur ambos mezclados. Mientras se encuentran normalmente entre 100 kilómetros del océano Pacífico con elevaciones de menos de 700 metros, en California sur se pueden encontrar en lugares que llegan hasta 1500 metros de altitud.
La oruga Phryganidia californica subsiste enteramente en las hojas vivas y caídas de Q. agrifolia. En ciclos de 8 a 10 años, la oruga aparecerá suficientemente en abundancia para despojar los árboles saludables. Los árboles se recuperan, y botánicos especulan que ambos especies se benefician, posiblemente en la forma de fertilizante para el roble . El Q. agrifolia también es la única alimentación de las orugas Chionodes vanduzeei. 

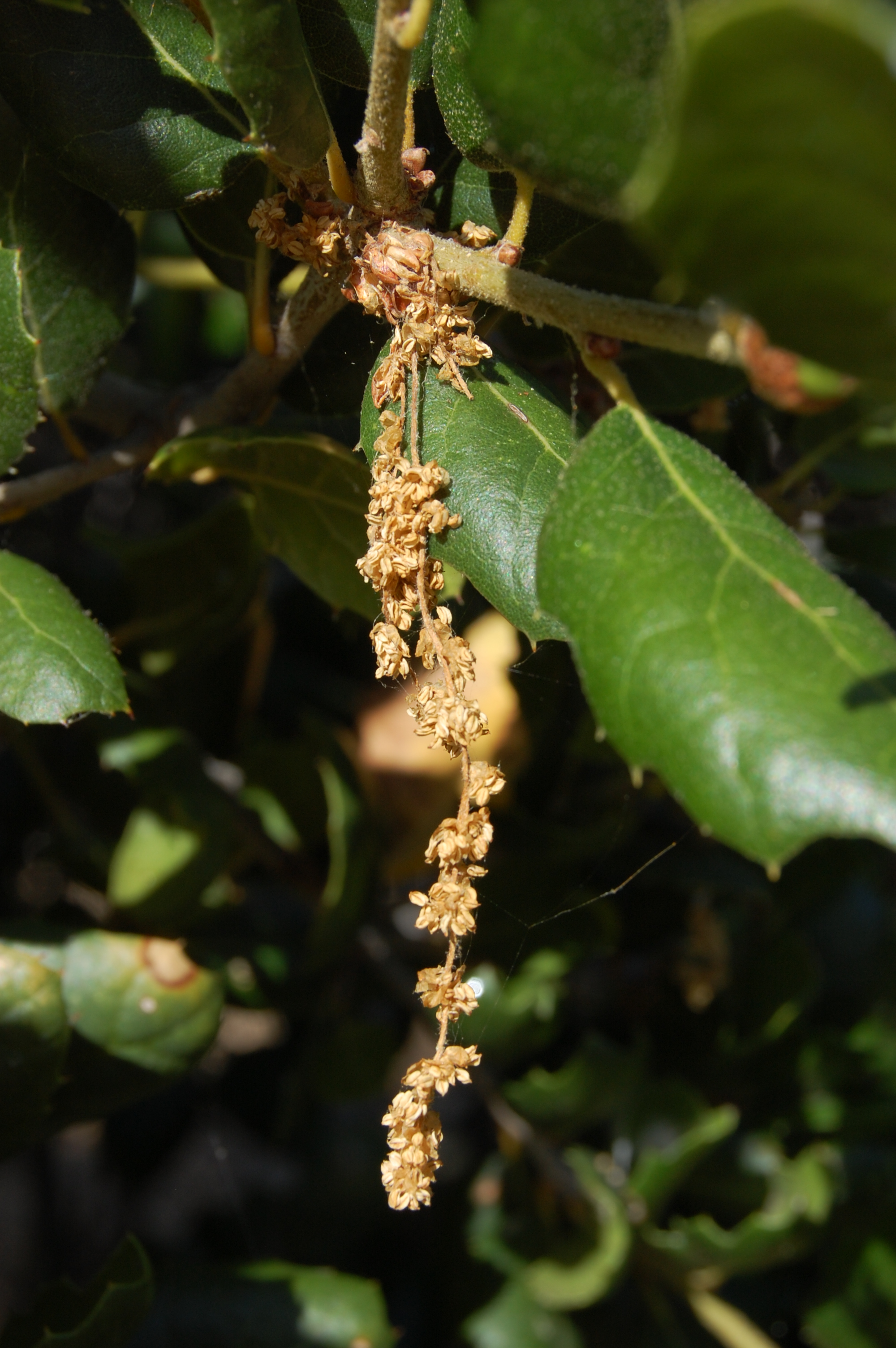
Inflorescencia

## Usos

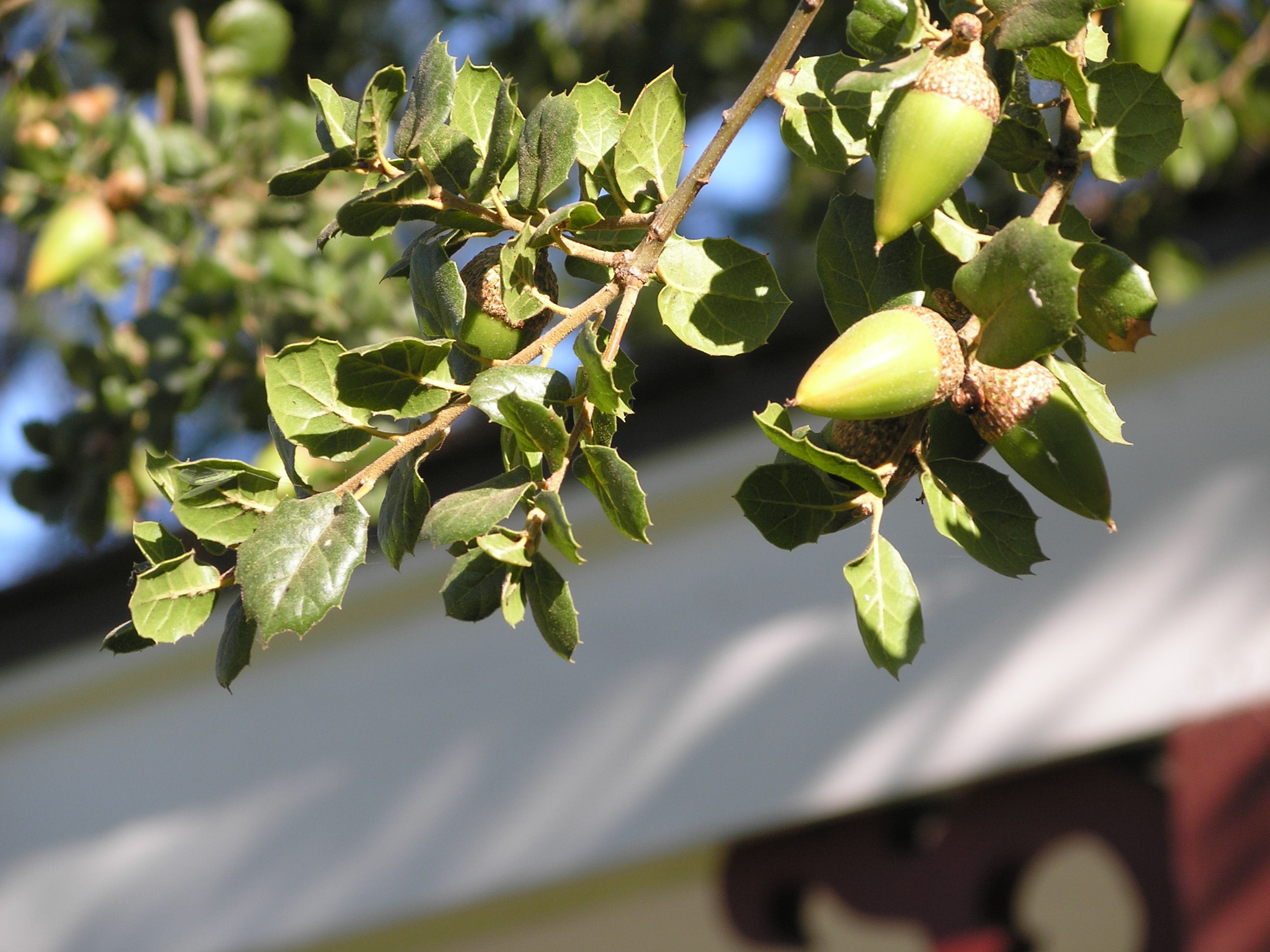
Q. agrifolia en Rancho Los Encinos, California, en el valle de San Fernando

Por lo menos hay doce culturas distintas de indígenas americanos que han consumido las bellotas como un alimento básico. En el siglo XVIII, los españoles en el valle de San Fernando hicieron carbón de la leña del roble y lo usaban en los hornos para hacer adobes. Más tarde, este carbón se utilizó para cocinar, en la fabricación de la pólvora y en la producción de energía eléctrica. En los siglos XVIII y XIX, los constructores de barcos utilizaban ramas del roble de formas extraordinarias para hacer uniones especiales. Los pioneros que emigraban hacia el oeste lo utilizaron también algo para hacer herramientas de granjas y ruedas para carretas, pero el impacto más importante fue la tala de los bosques para construir ciudades como San Diego y San Francisco. La forma irregular del árbol hace que frecuentemente no se corte cuando se tala el bosque para su aprovechamiento maderero, y también llevaba a los pioneros a respetar al Q. agrifolia por sus supuestas cualidades místicas. Su dignidad lo ha hecho un tema de pintores de paisajes de la historia moderna de California desde mediados del siglo XVII.
Q. agrifolia también ha tomado su lugar en la jardinería. Sin embargo, es susceptible a los cambios de gradación y drenaje; en particular, es importante respetar el nivel de la corona y evitar echar tierra cubriendo el tronco cuando se trabaja en construcción o jardinería. También, si el jardín dispone irrigación artificial, es importante no regar en el área de su raíz, ya que la tierra mojada durante el verano aumenta el riesgo de infección de enfermedades phytophthoras como la muerte repentina del roble.

## Nombres de Lugares
El Q. agrifolia, especialmente en sus formas españolas "encino" o "encina", "encinitas", y "encinal", dio su nombre a siete otorgamientos de terrenos a través de California y en muchas comunidades y características geográficas. Esto incluye el Rancho de los Encinos, la comunidad de Encino, (California), Encinitas, (California), y Encinal del Temescal, ahora es la ciudad de Oakland, California.

## Taxonomía
Quercus agrifolia fue descrita por Luis Née    y publicado en Anales de Ciencias Naturales 3(9): 271–272. 1801.
Etimología
Quercus: nombre genérico del latín que designaba igualmente al roble y a la encina.
agrifolia: epíteto latino que significa "hoja afilada". 
Sinonimia
- Quercus oxyadenia Torr. in R.B.Marcy, Explor. Red River Louisiana: 172 (1853).
- Quercus acroglandis Kellogg, Proc. Calif. Acad. Sci., ed. 2, 1: 23 (1873).
- Quercus acutiglandis Sarg., Rep. For. N. America: 146 (1884).
- Quercus pricei Sudw., Bull. Div. Forest. U.S.D.A. 1908: 309 (1908).[4]